# (37097) 2000 UM90
2000 UM90 (asteroide 37097) é um asteroide da cintura principal. Possui uma excentricidade de 0.11093900 e uma inclinação de 10.26492º.
Este asteroide foi descoberto no dia 24 de outubro de 2000 por LINEAR em Socorro.